# 2008年の気象・地象・天象
2008年の気象・地象・天象（2008ねんのきしょう・ちしょう・てんしょう）に関する出来事を記述する。
2007年の気象・地象・天象 - 2008年の気象・地象・天象 - 2009年の気象・地象・天象

## 概要

### 天候
日本
- 年初の冬（前年12月～2月）の気温は北日本～西日本で平年並み、南西諸島はやや暖冬となり、前年より寒い冬となった。12月は東日本以西、1月は西日本と南西諸島で暖冬となったが、2月は一転して低温となった地域が多く、北日本を除いて3年ぶりに寒い2月となった。この冬は爆弾低気圧や極低気圧の出現が多く、北海道から本州日本海側では暴風、高波、大雪による被害が発生した他、南岸低気圧の影響で関東地方から西日本の太平洋側でも積雪に見舞われたが、強い寒気の流入が少なかったため日本海側の降雪量は平年を下回った。

- 春（3月～5月）の気温は北日本～西日本で平年より高く、南西諸島では平年並みであった。特に北日本では平年を大きく上回る高温で4年ぶりの暖春だった。台風や低気圧の影響を受けた関東地方から西日本では降水量が平年を上回ったが、北日本と北陸地方では降水量は少なく、平年の半分以下となった地域も多かった。5月は太平洋高気圧の勢力が弱かったため、台風が日本の南海上を通過して東日本に接近するなどした。
- 夏（6月～8月）の気温は北日本で平年並み、東日本以西は平年を上回る猛暑となった。梅雨入りは東日本以西では早く、北陸地方と北日本では遅くなったが、梅雨明けは西日本では7月上旬と早かった一方で、北陸地方と北日本では8月上旬まで梅雨明けが遅れた。7月は梅雨明けの早かった東日本と西日本で顕著な高温となり、西日本では7月としては歴代3位の高温となるなど、前年2007年7月の気温を大幅に上回る猛暑となった。この猛暑は8月上旬まで続いたが、中旬は積乱雲の影響で集中豪雨、突風、雷などが多発し、西日本と東日本では豪雨による水難事故や浸水被害が発生するなどした（平成20年8月末豪雨）。また、下旬以降は寒気の影響で全国的な低温で涼しくなり、8月の気温は2002年以来の平年並みとなった。

2008年夏の局地的荒天続発も参照。
- 秋（9月～11月）は全国的に気温が高めで2001年及び2003～07年ほど顕著ではないが暖秋だった。9月下旬までと10月は高温で推移していたが、9月末に寒気が南下し関東以西の太平洋側でも最高気温が15℃以下となり肌寒い陽気となった。特に11月中旬からは一転して真冬並みの寒波が南下し、東日本から九州の日本海側で荒れた天候となり、新潟沖と石川県沖では竜巻が観測された。11月18～21日にかけて本州日本海側の広い範囲で初雪が観測され、西日本の太平洋側でも平年よりかなり早く初雪を観測した。特に、福岡や広島などでは観測史上4番目に早い初雪を観測し、2002年以来6年ぶりに冬の訪れが早かった。
- 初冬（12月～）の気温は北日本～東日本で高温、西日本で平年並み、南西諸島はやや高温となった。北・東日本や南西諸島は高気圧の影響で高温・少雨・少雪となった一方、東日本の太平洋側や西日本の日本海側などでは低気圧の影響で多雨傾向となった。

なお、5月に観測史上最多となる3つの台風が接近、9月に台風13号や15号が日本列島に接近した。南西諸島では台風の被害がたびたび発生したが本土への被害は少なかった。なお、この年日本への台風上陸は2000年以来8年ぶりに無く、1951年以降3度目。
世界

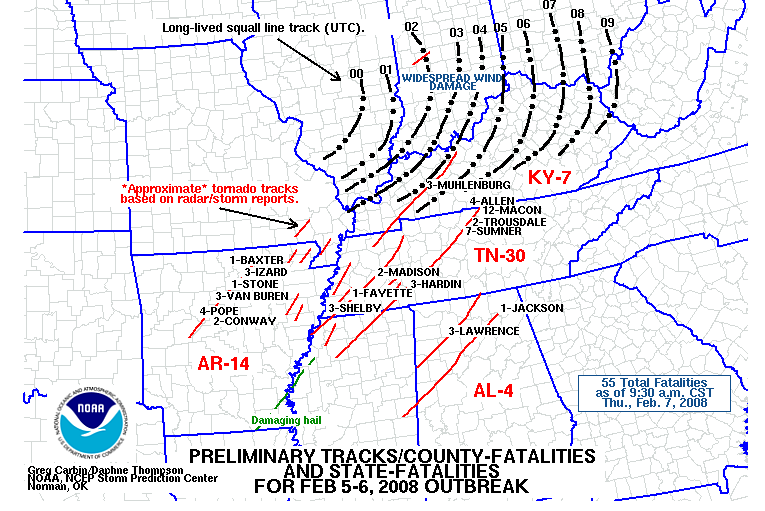
2月にアメリカ南部を襲った竜巻群の進路

1月から2月はじめにかけて、南アジアや西アジア東部の山岳地帯で低温・寒波に見舞われ甚大な被害が発生した。低温・寒波は2月に入ると東アジアに移動してまた被害を出した。2月上旬にアメリカ合衆国南部では竜巻群により記録的な被害が発生した。1月から3月ごろには、南米太平洋岸のボリビア・エクアドル・ペルーなどで大雨により洪水が各地で発生し被害が出た。また、同時期には、東南アジア、ブラジル、アフリカなどで雨季の大雨により散発的に被害が発生した。東南アジアやオセアニア北西部ではラニーニャなどの影響で降水量が多かった。2～3月はアフリカ南東部やインド洋南西部でサイクロンの被害が多発した。中東や東アジアでは3～5月に断続的な高温に見舞われた。
オーストラリア東部では2～5月、7月に低温となったが、10月以降高温や少雨となった。東南アジアや東アジアの沿岸部では、6月～9月に梅雨や台風による大雨が相次いだ。ヨーロッパでは1月と3月～5月に低気圧が良く通過したが、5～6月になると北アフリカも含めて各地で高温や大雨となった。8月～9月にも地中海沿岸や南欧で高温や大雨に見舞われた。アメリカ南部や中米・カリブ海では、8月から9月にかけて相次いでハリケーンの被害が発生した。8月～10月にかけて、南米東部では高温となった。11～12月は南米各地で高温、ヨーロッパ・極東・北米では寒波と高温が交互にやってきた。
また、パキスタン、インド、バングラデシュなどでは、モンスーンの大雨によって各地で洪水などが発生し、死者は合計2,000人以上となったことが伝えられた。5月にバングラデシュを襲ったサイクロン・ナルギスは大洪水により10万人以上の死者を出し、大きく報道された。ハイチは、8月下旬から9月上旬の間にグスタフ・ハンナ・アイクの3つのハリケーンに連続して被害を受けた。
| 2008年台風シーズンの詳細(英語)                                                                               |
| 北西太平洋(日本語) 北東太平洋 大西洋 北インド洋 南西インド洋:前半/後半 豪州海域:前半/後半 南太平洋:前半/後半 |

### 地震・火山

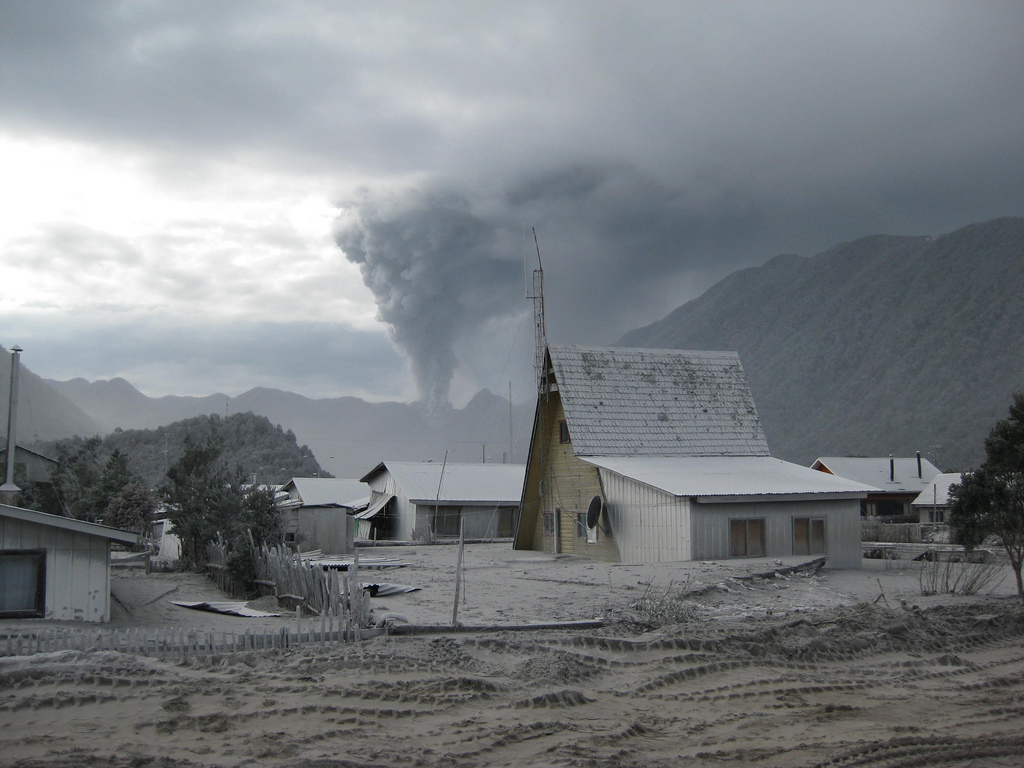
大量の降灰をもたらしたチリのチャイテン山の噴火

南米のエクアドル、コロンビア、チリのほか、インドネシアなどでは複数の火山の噴火が相次いだ。南米では泥流や降灰、雪崩などによる被害も発生した。
特に大きく報道されたのが四川大地震だった。四川大地震はこの年、地震としては規模・被害ともに最大で、死者は8万人以上に上った。この地震の後、中国南部や西部では相次いで強い地震が発生し被害を出すなど、地震活動が活発化している。キルギス、イラン、インドネシアやオセアニア、日本でも地震の被害が発生した。ギリシャやアフリカ中部でも地震被害が発生した。南米では地震被害が比較的少なかった。
日本国内では東日本太平洋側での活動が活発であった。
2008年の地震も参照。

### その他
2008年はじめ、十数年周期の太陽活動が第24周期に入ったが、それ以降も太陽の活動は低調で、黒点数の低い状態が続いた。この年の無黒点日数は266日であり、311日だった1913年以来、95年ぶりの少なさだった（ベルギー SIDCによる）。また、黒点数が極小となってから次に極小になるまでの期間も現在長引いており、12年を超えて、直近約150年間では最長クラスとなっている。

## できごと

### 1月
- 上旬

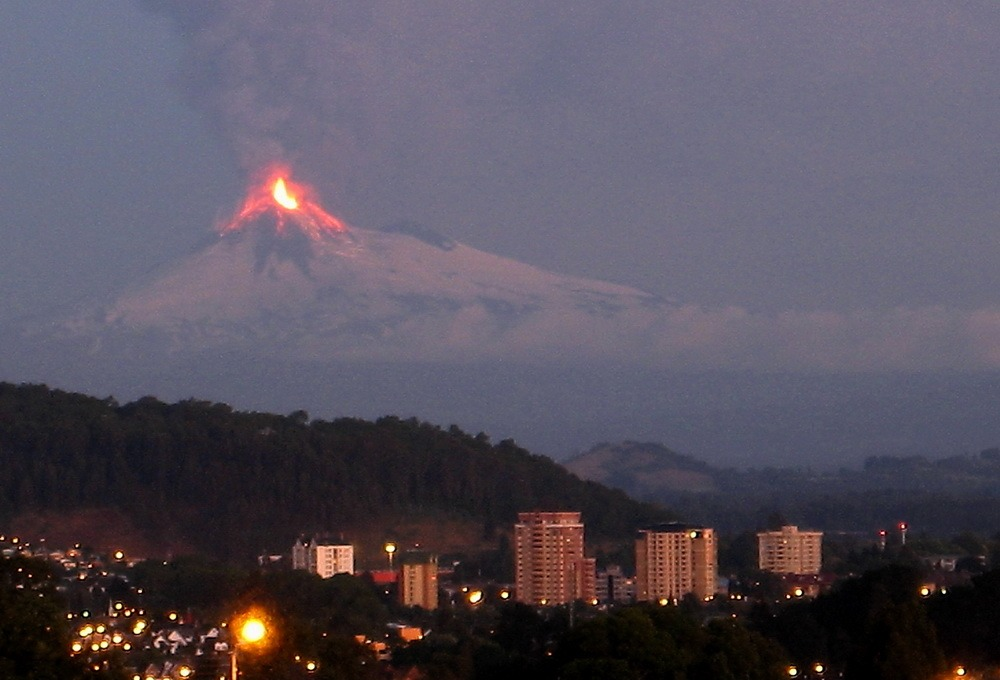
溶岩を噴出するジャイマ山、1月1日

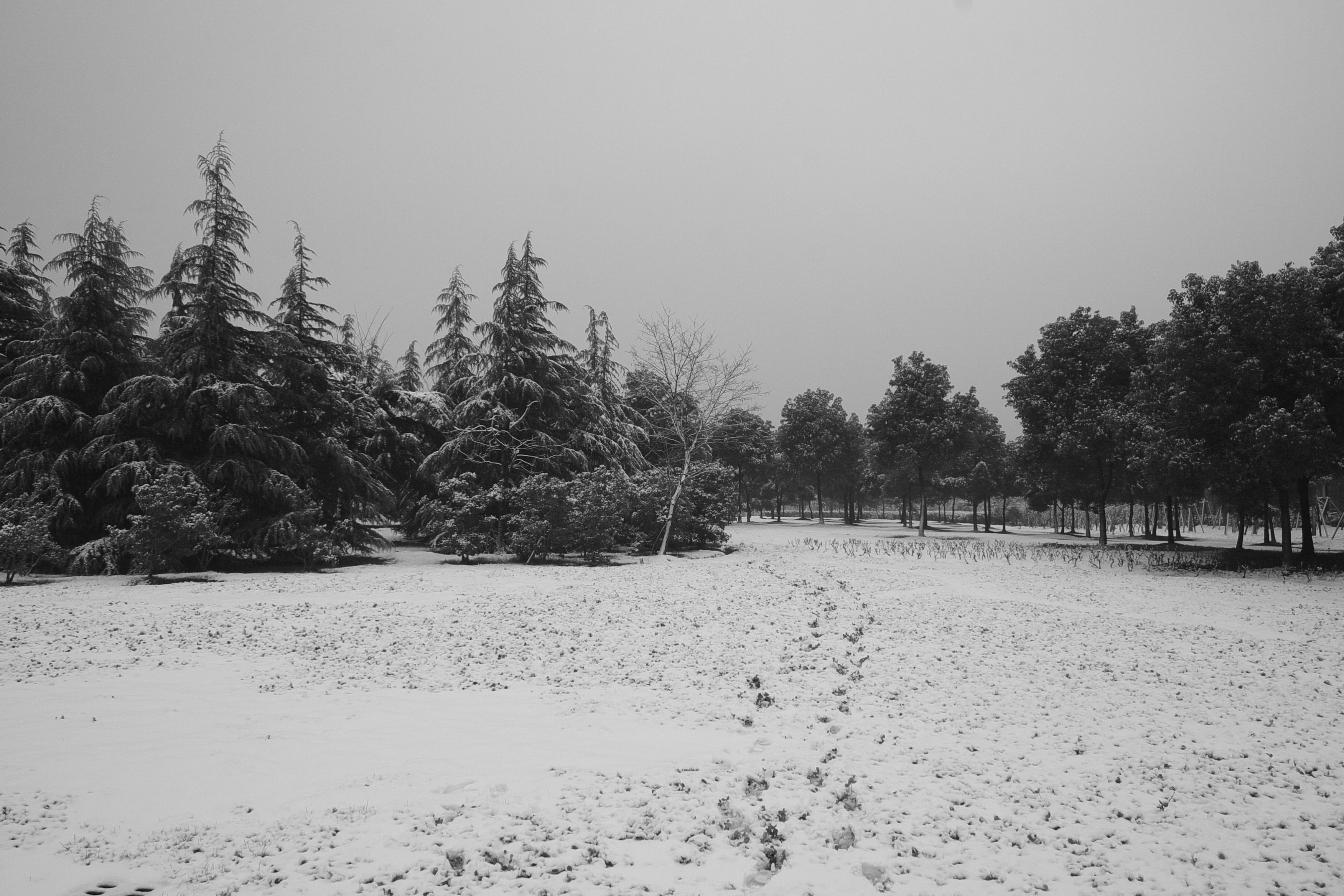
大雪に見舞われた中国・上海

  - 2007年前半から極小期に入っていた太陽について、新しい周期の始まりを示す、磁極が反転した高緯度の黒点が観測され、太陽活動は第24周期に入った。
  - 2007年12月下旬から続く寒波により、インド北部では凍死などでこれまでに約50人が死亡した。
- 1月1日 - チリ中部の火山ジャイマ山(en:Llaima)が13年ぶりに噴火。
- 1月7日
  - オーストラリア東部で洪水、数日間にわたって3,000人以上が孤立した。
  - フィリピン ルソン島南部で雨季の大雨、1人が死亡し、3万人以上が被災した。
- 1月8日 - イラン北部やアフガニスタンで寒波、大雪や低温、交通事故などにより両国でそれぞれ約20人が死亡。
- 1月9日 - エクアドルのトゥングラワ山が噴火、以後16日にも噴火するなど、断続的な火山活動が観測されている。
- 1月12日 - ブラジル リオデジャネイロ州で洪水、4人が死亡、5万人が被災した。
- 1月15日 - インドネシア パプア州で地滑りが発生、10人が死亡した。
- 1月17日 - コロンビア南西部のガレラス山が噴火、周辺の住民約8,000人が避難した。
- 下旬
  - マラウイでは、ここ数週間の大雨により14の地域で被害が発生、7万人以上が影響を受けたとされ、更に被害が拡大する恐れがあると報告された。
- 1月26日～2月上旬 - 中華人民共和国の東北、華北、華中などで大雪。春節を前にした帰省の時期と重なり、鉄道や道路などの交通が各地でストップして大きな混乱が発生した。中部ではおよそ100年ぶりの大雪で、死者は約130人、影響を受けた人は1億人を超え、経済損失は2兆円以上に達した。（2008年の中国雪害）
- 1月28日 - エクアドルで大雨。洪水などにより、4月2日までに死者・行方不明者は40人以上、被災者は30万人に達した。また、隣国ペルーでも1月から大雨が続き、4月8日までに死者・行方不明者70人以上、被災者60万人以上に達した。
- 1月28日～2日 - サイクロン・ジーンがフィジーやバヌアツに接近。5人が死亡、被害額3千万USドルの被害[2]。
- 1月30日 - 2007年11月20日に発見された小惑星2007 WD5がこの日に火星に衝突する可能性があると、一時期予想されていた。火星への衝突確率は、2007年12月28日に最大の1/25に達したが、その後2008年1月9日には1万分の1程度まで下がり、衝突の可能性はほぼなくなった。

### 2月

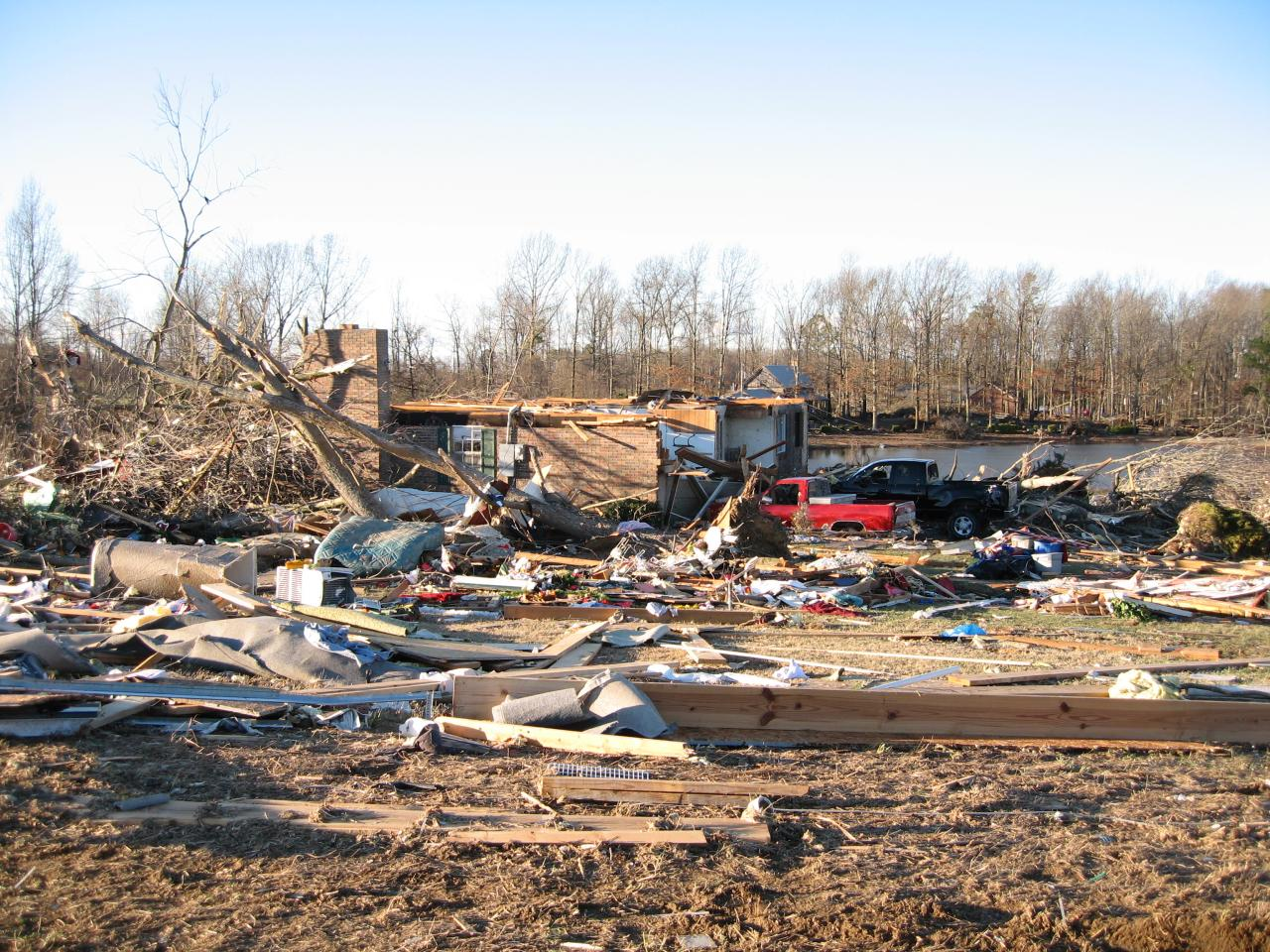
竜巻の被害を受けた家屋、アラバマ州ジャクソン郡

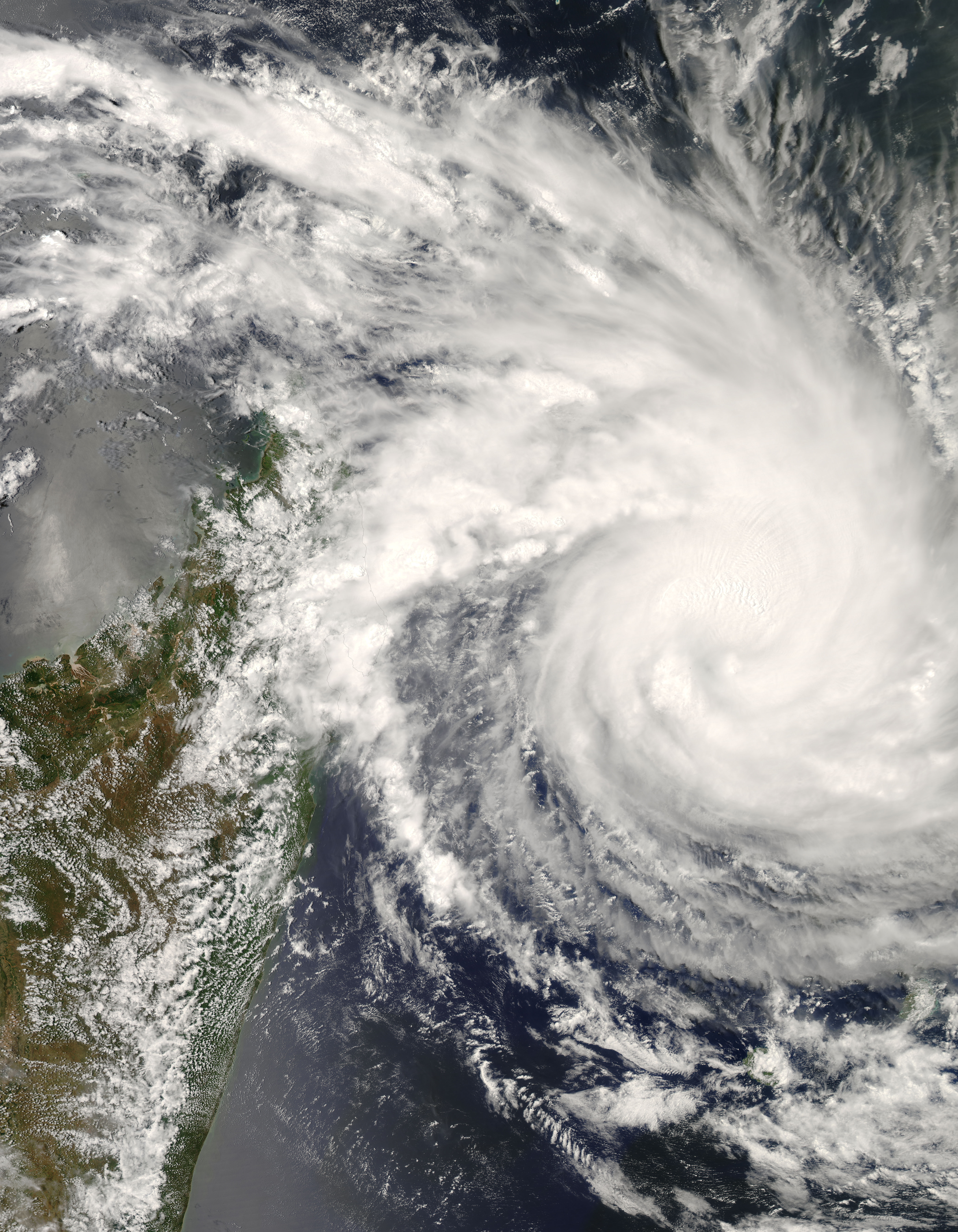
上陸前のサイクロンIvan、2月15日10時25分(UTC)

- 上旬 - アフガニスタンでは、2007年12月から続く寒波の影響で、低温や大雪による死者が600人以上に達したと報じられた。
- 2月1日 - インドネシアのスマトラ島・ジャワ島・スラウェシ島などの各地で大雨、洪水や土砂崩れにより合わせて13人が死亡。
- 2月2日 - サイクロンFameがマダガスカルを通過、12人が死亡、1,400人以上が家を失った。
- 2月3日 - コンゴ民主共和国東部のルワンダとの国境付近でM5.9の地震、40人以上が死亡、数百人が負傷した。
- 2月3日 - 関東地方で大雪。東京で3cmの積雪。
- 2月5日 - モザンビーク西部のテテ市で、洪水により衛生環境が悪化し下痢を伴う感染症が流行、1月後半から通算64人が死亡した。
- 2月5日～6日 - アメリカ合衆国南部で数十個の竜巻が次々と発生、50人以上が死亡、数百人50人以上が死亡、数百人が負傷し、多数の建物が被害を受けた。（スーパー・チュズデー・トルネード）
- 2月6日 - エクアドルのトゥングラワ山が再び大規模な噴火、住民数千人に再び避難命令が出た。
- 2月9日
  - 近畿地方から関東で雪。大阪市では11年ぶり、名古屋市では3年ぶりの大雪。
  - インドのカシミール地方で雪崩、35人が死亡・行方不明に。
- 2月12日 - ボリビア政府は、前年から続く洪水による被害が拡大していることを受けて国家災害宣言を発表した。同国ではこれまでに死者が50人以上に達し、数万世帯が被災している。
- 2月13日 - 寒気の影響で西日本で大雪、北日本では暴風雪で大荒れとなった。岡山県から山口県と福岡県東部で大雪。
- 2月14日 - アメリカ合衆国北東部で冬の嵐、15人が死亡。
- 2月16日 - アフガニスタンではここ30年でもっとも厳しい寒波が続き、家屋の倒壊や吹雪、低温などによる死者が900人を超えたと報じられた。
- 2月21日 - フィリピン中部で大雨、洪水などにより14人が死亡した。
- 2月18日 - サイクロン・アイバンがマダガスカルに上陸、各地で洪水が発生し、22人が死亡。
- 下旬 - グアテマラの火山パカヤ山の噴火活動が活発化。
- 2月20日 - インドネシア・スマトラ島沖のシムルエ島近海でM7.4の地震、3人が死亡した。
- 2月21日～22日 - カザフスタン南部で雪解けと大雨による洪水、1人が死亡、2,000世帯以上が浸水した。
- 2月22日 - インドネシアのジャワ島や東ヌサ・トゥンガラ州で大雨が続き、これまでの数週間で11人が死亡したと報じられた。
- 2月24日 - 日本海を横切った低気圧の影響で富山湾内で高波、波の高さは最大5mに達し、200棟以上が浸水、1人が行方不明となる被害。海底地形の影響で高波が沿岸に直接押し寄せる「寄り回り波」だったと見られている。
- 2月25日 - インドネシア・スマトラ島沖のシパラ島と北パガイ島の近海でM7.0の地震。

### 3月

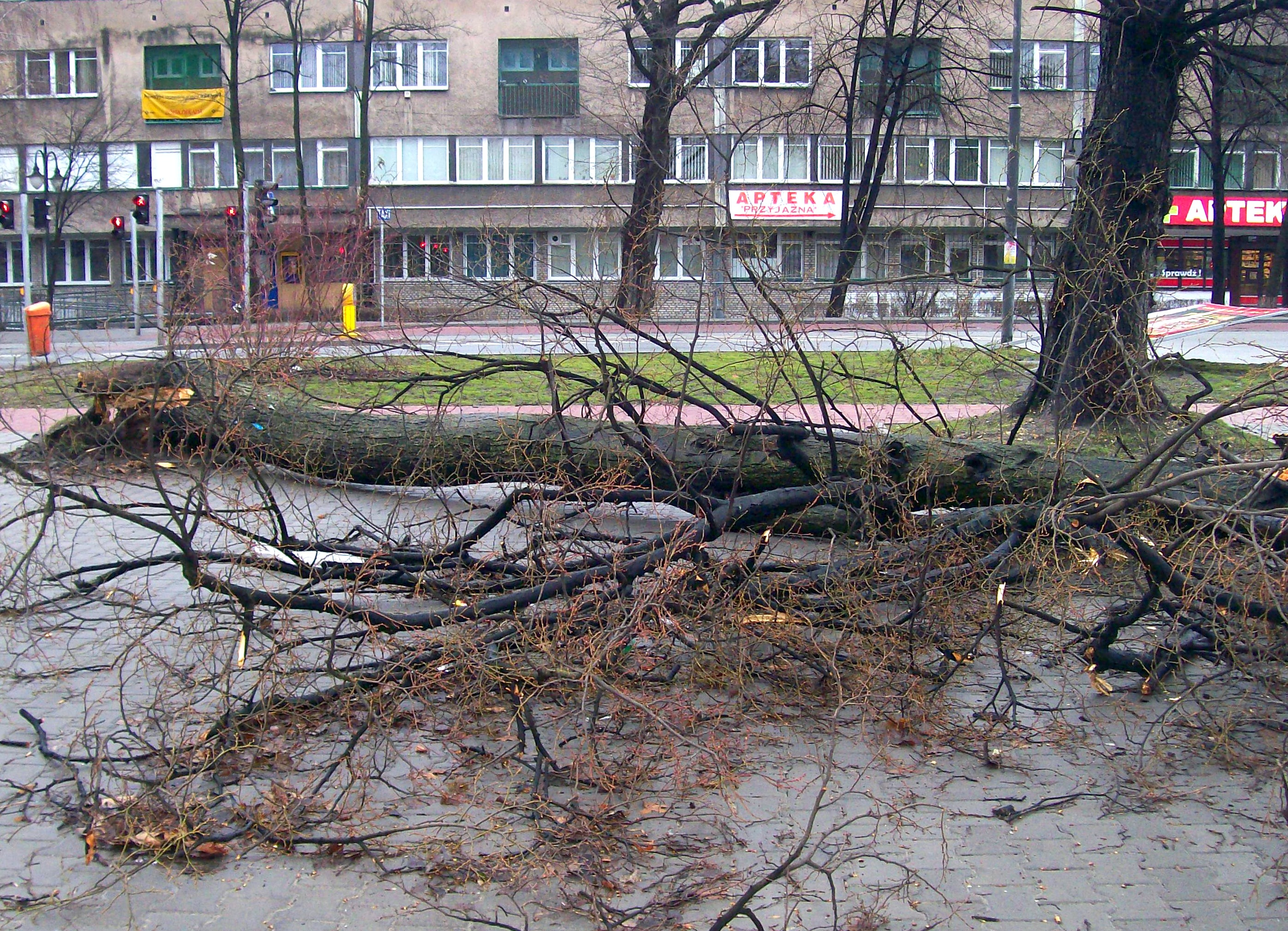
「エマ」による強風で倒れた樹木、ポーランド・カトヴィツェにて

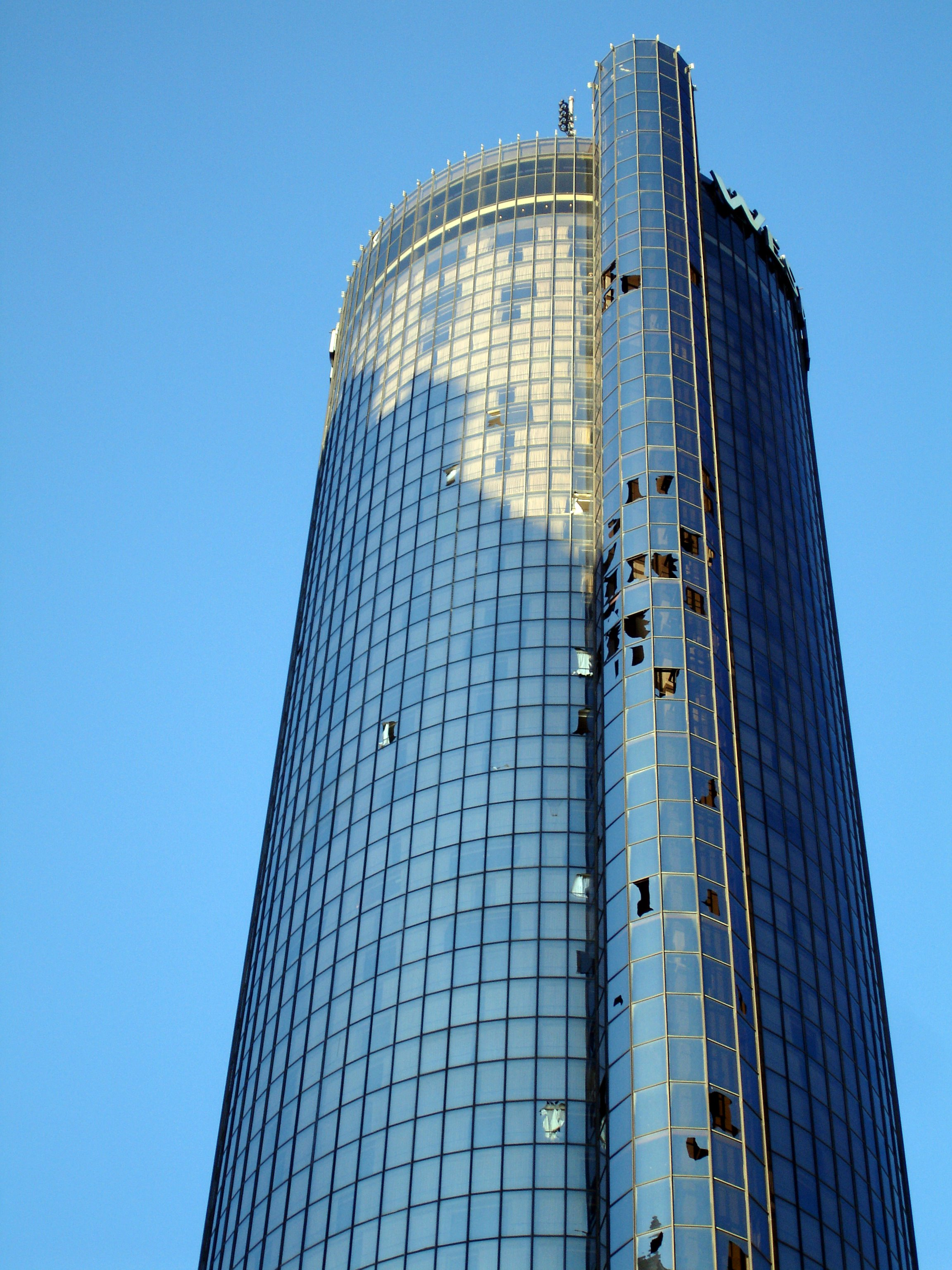
竜巻による強風で窓ガラスが割れた高層ビル、アメリカ・アトランタにて

- 3月1日～2日 - 発達した低気圧「エマ」がヨーロッパ中部を通過。暴風雨により交通が乱れ建物にも被害、ドイツ・オーストリア・チェコ・ポーランドで計10人が死亡。
- 3月5日～10日 - マダガスカルとモザンビークをサイクロン・ジョクウェが通過、洪水や強風などにより少なくとも90人が死亡。
- 中旬 - スリランカ東部で大雨、8人が死亡、約40万人が被災。
- 中旬～下旬 - アメリカ合衆国中部などで大雨と暴風雨、15人が死亡。
- 3月14日 - アメリカ・ジョージア州アトランタで竜巻、2人が死亡。
- 3月21日 - 中国新疆ウイグル自治区でM7.2の地震、5,000棟以上の建物が被害を受けた。
- 3月24日 - バングラデシュで暴風雨、12人が死亡。
- 3月30日 - ブラジル北東部で大雨、洪水により30人以上が死亡、約7万人が避難した。

### 4月
- 上旬～5月上旬 - オリッサ州などインド北東部で熱波、40度を超える気温が続き、少なくとも22人が死亡した。
- 4月9日 - バヌアツ・タンナ島南西沖でM7.3の地震。
- 4月12日 - オーストラリア領マッコーリー島南方沖でM7.1の地震。
- 4月15日 - インドネシア・フローレス島のエゴン山(en:Mount Egon)が噴火、数千人が避難した。
- 4月26日 - アメリカ・カンザス州南部で竜巻、7人が死亡。
- 4月28日～29日 - スリランカで大雨、洪水により9人が死亡、7万人が被災した。

### 5月

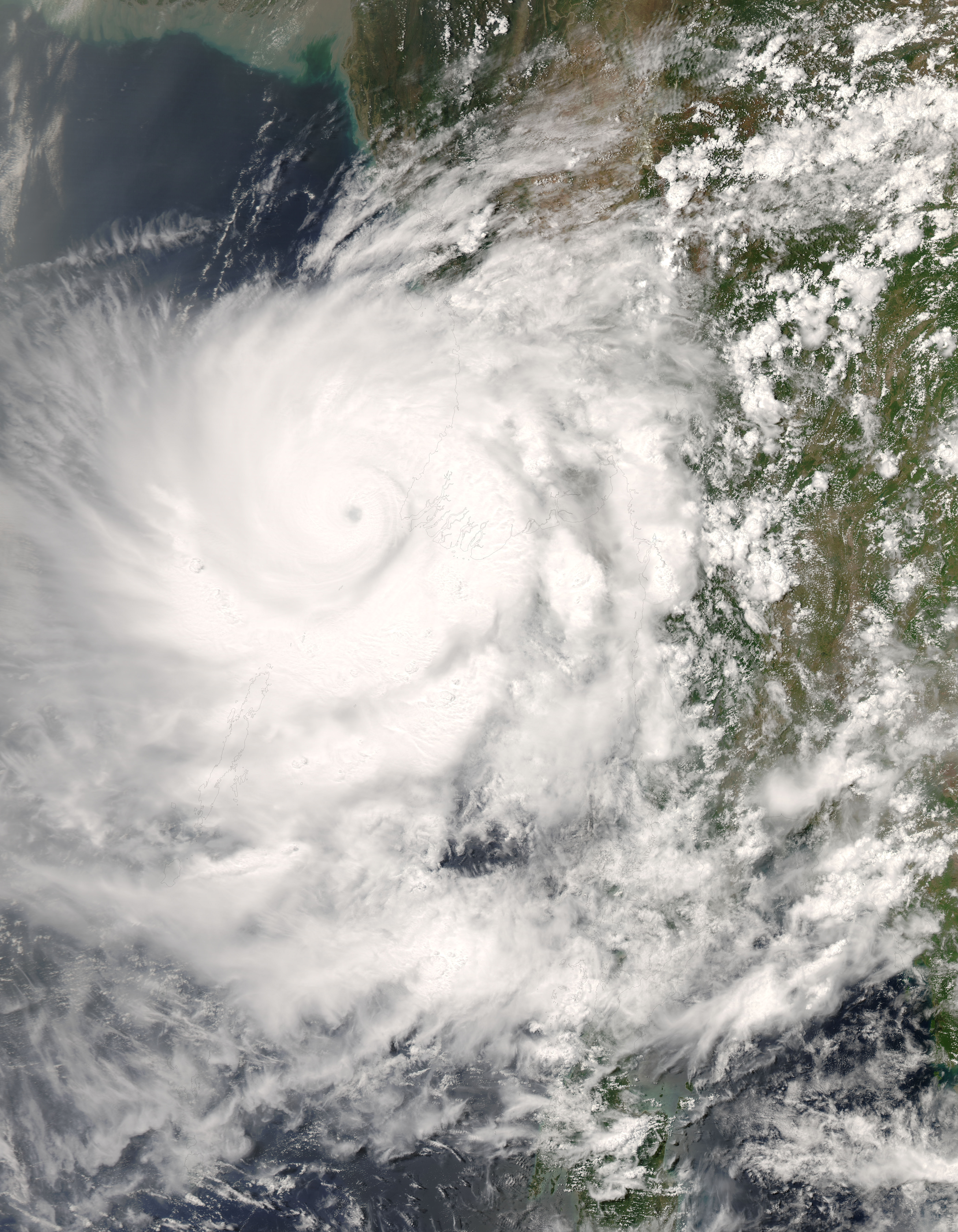
上陸直前のサイクロン・ナルギスを写した衛星画像(PD NASA)

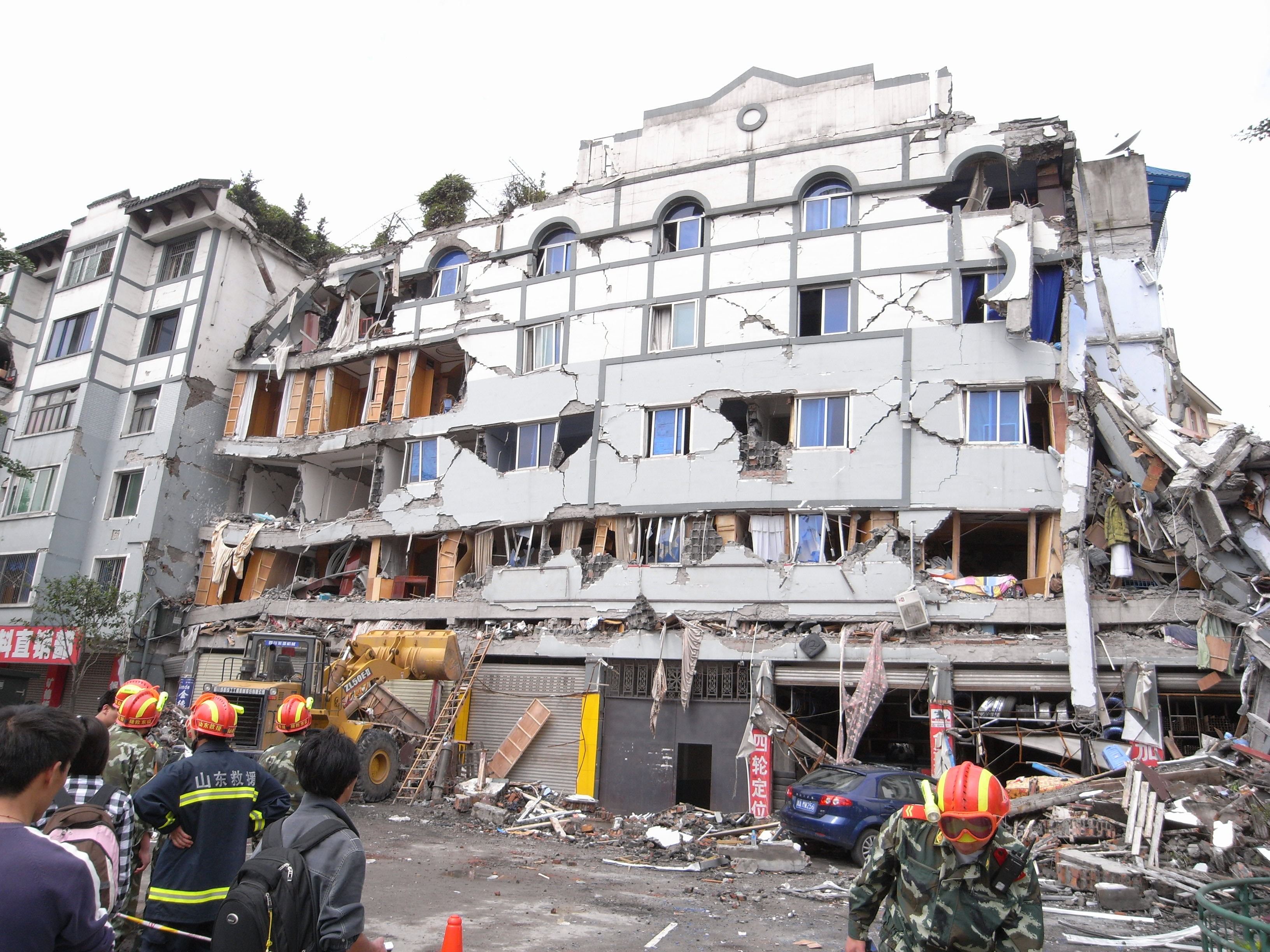
四川大地震で被害を受けた建物、四川省都江堰市にて

- 5月2日～3日 - サイクロン・ナルギスがミャンマー南部を直撃、大雨と高潮により広範囲で洪水、強風などの被害。死者7万人以上、行方不明者5万人以上に達した。
- 5月2日
  - チリ中部のチャイテン山(en:Chaitén (volcano))が噴火、4,000人が避難した。6日には溶岩流を噴出し火砕流も発生した。降灰は隣国アルゼンチンなど広範囲に及び、火山から約70km東に離れた街フタレウフェでは6日時点で30cmの降灰を観測した。
  - アメリカ合衆国中部や南部で複数の竜巻が発生、アーカンソー州で7人が死亡した。
- 5月4日 - 韓国忠清南道保寧市の海岸で突然の高波、観光客ら8人が死亡、13人が負傷した。
- 5月8日 - 午前1時45分ごろ、茨城県沖を震源とするＭ7.0の地震が発生し、茨城県北部と栃木県南部で震度5弱を観測した。
- 5月10日～12日 - 台風2号の影響でフィリピンで大雨、死者・行方不明者4人、被災者6万人の被害を出した。
- 5月10日 - アメリカ合衆国中部や東部で複数の竜巻が発生、23人以上が死亡した。
- 5月12日 - 中華人民共和国四川省でマグニチュード8.0の地震が発生。同国内陸部の広範囲で被害が発生、建物の倒壊などにより4万人以上が死亡。被災者は1,000万人以上に達した。（ウィキニュースの参考記事）
- 5月14日 - インドのウッタル・プラデーシュ州で暴風雨、94人が死亡した。
- 5月16日～20日 - フィリピンを台風4号が通過、洪水や高潮、地すべりなどで37人が死亡、7万軒以上の家屋が被害を受け、100万人が被災した。
- 5月18日
  - インド北部で突風、13人が死亡、13人が負傷した。
- 5月24日 - コロンビア中部メタ県でM5.9の地震。4,000棟以上の家屋が倒壊、11人が死亡。
- 5月25日 - アメリカ アイオワ州とミネソタ州で竜巻が発生、それぞれ7人、1人が死亡。
- 5月29日
  - コロンビアで洪水、4月からの累計で1万棟以上が被害を受け、11人が死亡した。
  - ガラパゴス諸島のイザベラ島でCerro Azul山が噴火、溶岩を噴出。
- 5月29日～30日 - イタリア北部、フランス、ベルギー、ドイツ、イギリスなどで大雨、各地で土砂崩れや落雷、浸水、鉄砲水などの被害が発生、4人が死亡した。
- 5月31日 - コロンビア・メデリンで地滑りが発生、30棟が倒壊、20人が死亡・行方不明となった。

### 6月

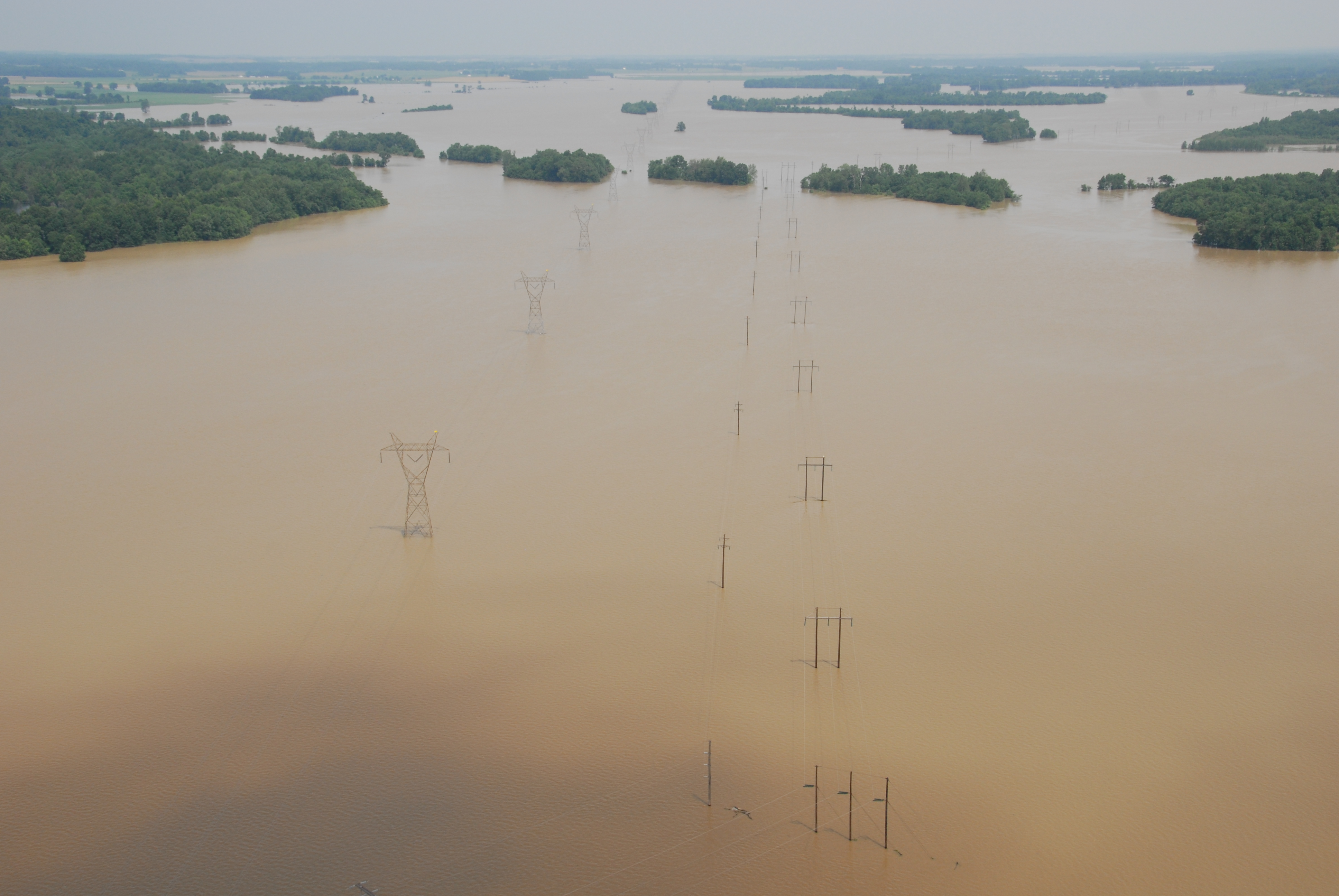
アメリカ中西部の洪水で、冠水した平原と残された送電線の鉄塔。

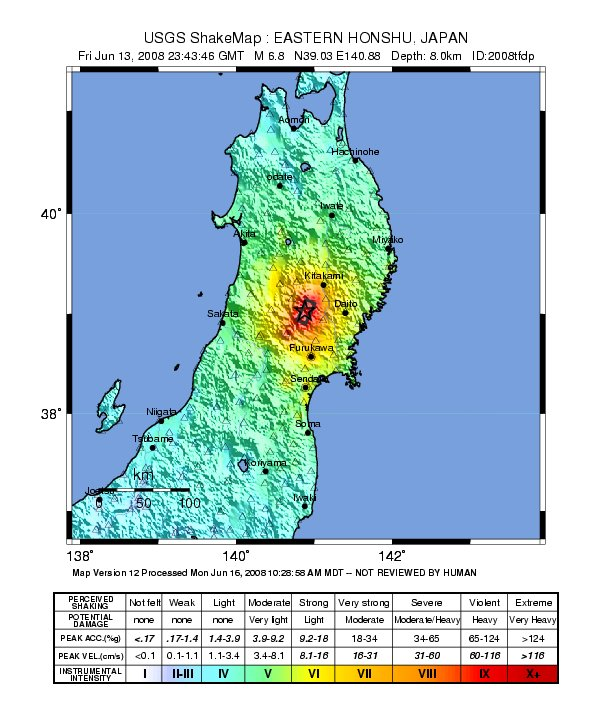
岩手・宮城内陸地震の震源と推定震度分布(PD USGS)

- 上旬～中旬 - 中国の長江・珠江流域で大雨、河川の氾濫などにより170人以上が死亡。
- 中旬 - アメリカ中西部のミシシッピ川流域などで洪水、アイオワ州、イリノイ州などで冠水する街が続出。農地への被害も深刻化。数万人が避難し、24人が死亡した。
- 6月2日 - スリランカでは、モンスーンの大雨により7人が死亡、7万人以上が避難していることがわかった。
- 6月3日 - ドイツ南部で大雨、ヘッヒンゲンで洪水により3人が死亡した。
- 6月6日 - インドネシア スラウェシ島のソプタン山(en:Soputan)が噴火。
- 6月7日 - 中国・香港で大雨、洪水により冠水被害が発生、地すべりにより2人が死亡した。
- 6月8日 - ギリシャ ペロポネソス半島西部でM6.5の地震、約50棟が倒壊し、2人が死亡した。
- 6月9日 - アメリカ東海岸では7日から熱波が続き、ニューヨークでは最高気温が37℃に達した。
- 6月11日 - アメリカアイオワ州で竜巻、4人が死亡。
- 6月14日 - M7.2の岩手・宮城内陸地震が発生、奥州市と栗原市で震度6強を観測。山崩れが多発、13人が死亡、500人以上が負傷した。
- 6月18日 - キプロスで大規模な山火事、熱波による乾燥で延焼し、複数の村で住民が避難した。
- 6月20日 - グアテマラのごみ集積場で崩落事故、20人以上が死亡・行方不明となった。
- 6月21日
  - 台風6号がフィリピン中南部を通過、洪水などにより200人以上が死亡した。また、同国中部では850人以上が乗った大型フェリーが沈没し、生存者50人余りを除き、多数の死者・行方不明者が出た。
  - - アメリカ カリフォルニア州で山火事が発生、以後7月まで各地で延焼、1,400箇所以上で40万ヘクタール以上が消失、2人が死亡。
- 6月26日 - ギリシャで山火事が発生、以降7月まで同国各地で断続的に山火事が発生した。

### 7月

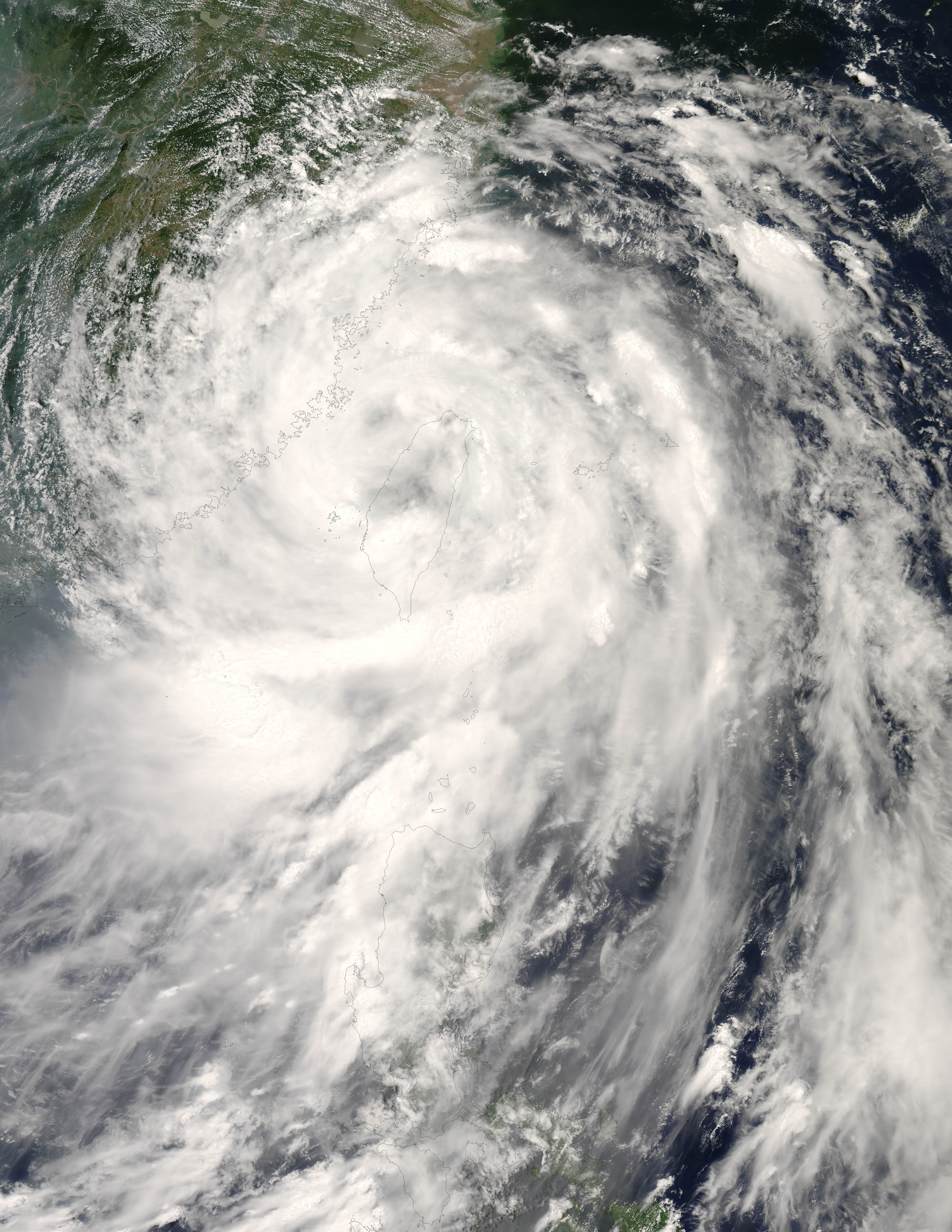
台湾を襲った台風8号、7月28日5:20(UTC)、PD NASA

- 中旬 - ネパールでモンスーンの大雨、合わせて17人が死亡。
- 7月10日 - チリ中部の火山ジャイマ山(en:Llaima)が半年ぶりに大規模な噴火。
- 7月12日 - アメリカ アラスカ州 ウムナック島のオクモク山(en:Mount Okmok)が噴火、噴煙は高度1万m以上に達した。
- 7月15日 - ギリシャ ロドス島付近でM6.3の地震、1人が死亡。
- 7月16日 - 国際天文学連合(IAU)は、2005 FY9を準惑星とし、マケマケと命名することを承認[3]。
- 7月18日 - 台風7号が台湾に上陸、洪水や土砂崩れなどが発生し、25人が死亡・行方不明に。
- 7月19日 - 福島県沖でM6.6の地震、最大20cmの津波を観測。
- 7月23日
  - ハリケーン・ドリー(en:Hurricane Dolly (2008))がメキシコ国境に近いアメリカテキサス州南部に上陸、両国で洪水や強風による被害。1人が死亡、200棟以上の家屋が被害を受け、被害総額は1,500万ドル（約16億円）と推定されている。[4]
  - 大雨でプルト川とドニエストル川が氾濫、ウクライナ・モルドバ・ルーマニアで洪水が発生、8月2日までに42人が死亡、40,000人以上が避難した。
- 7月24日
  - 中国 湖北省では、洪水により10人が死亡した。また、6月上旬からの洪水により、避難者が160万人、被害額が20億ドル以上となったこともわかった。
  - 岩手県沿岸北部を震源とするM6.8、深さ108km、最大震度6弱の地震（岩手県沿岸北部地震）が発生。1人が死亡、200人以上が負傷した。
- 7月26日 - 大韓民国では、これまでの大雨により洪水や土砂崩れが発生、13人が死亡・行方不明となった。
- 7月28日 - 台風8号が台湾に上陸、花蓮県で820mmを記録するなど各地で大雨、洪水が発生。台湾で2人が死亡、フィリピンで4人が死亡、5人が行方不明になった。[5]

### 8月

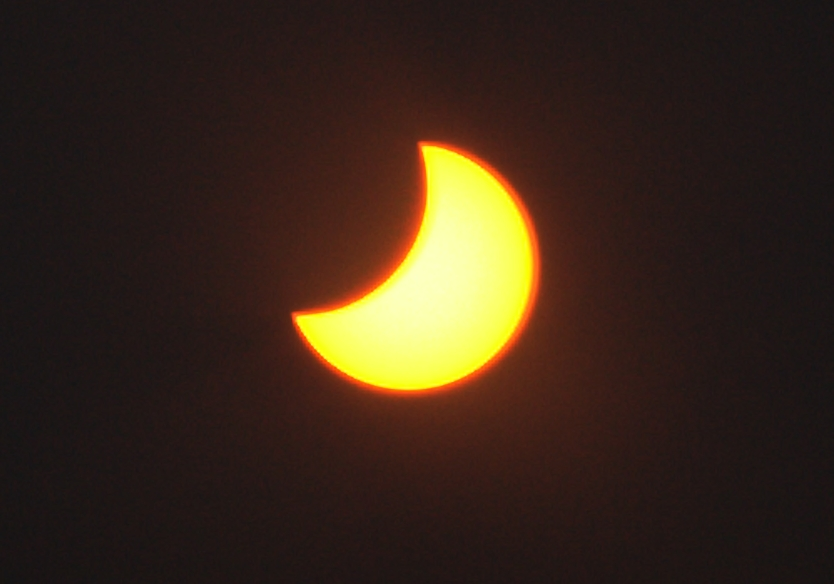
8月1日の日食、ノルウェーにて

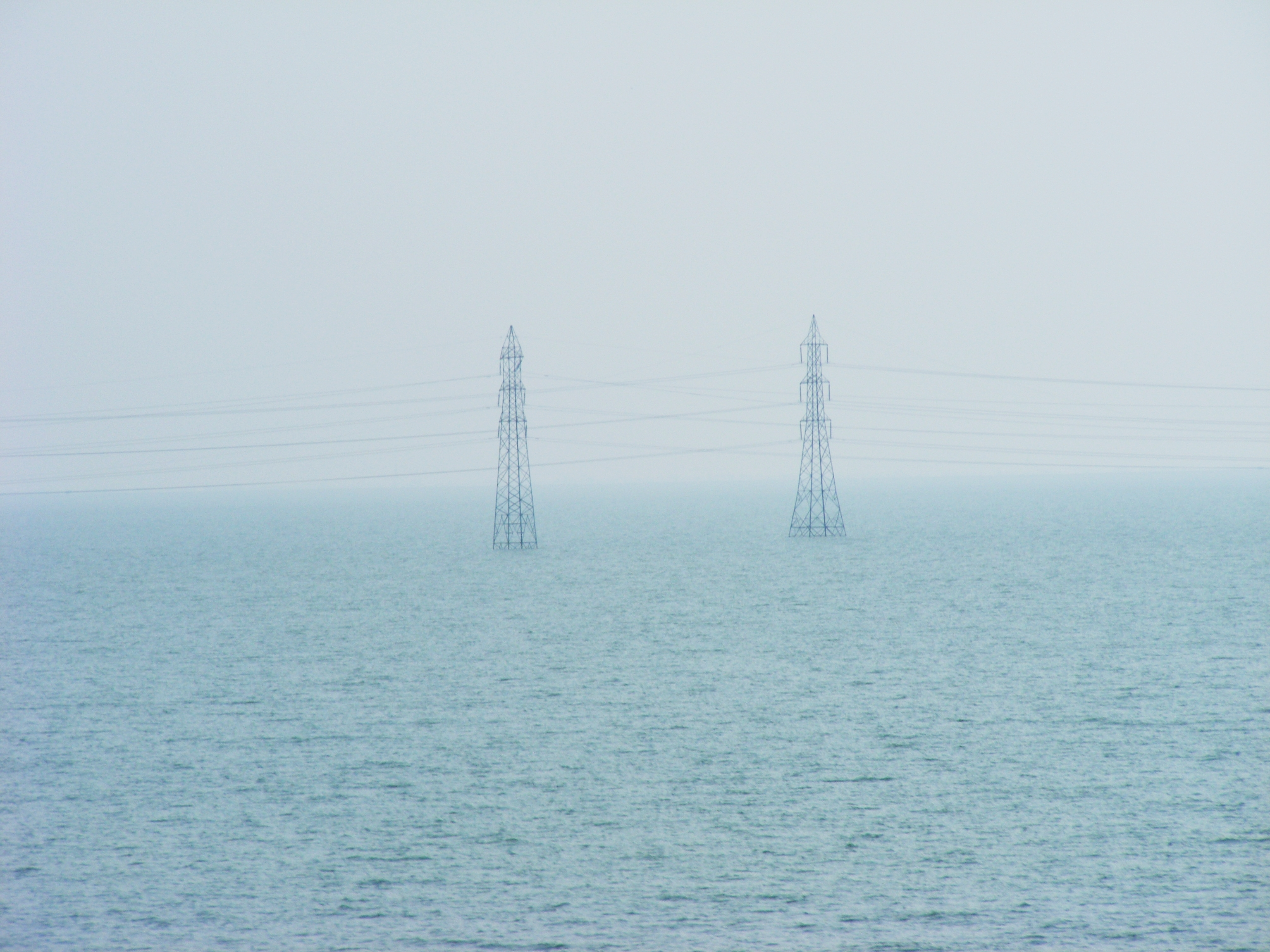
洪水に見舞われ鉄塔以外が水没した所、インド ビハール州にて

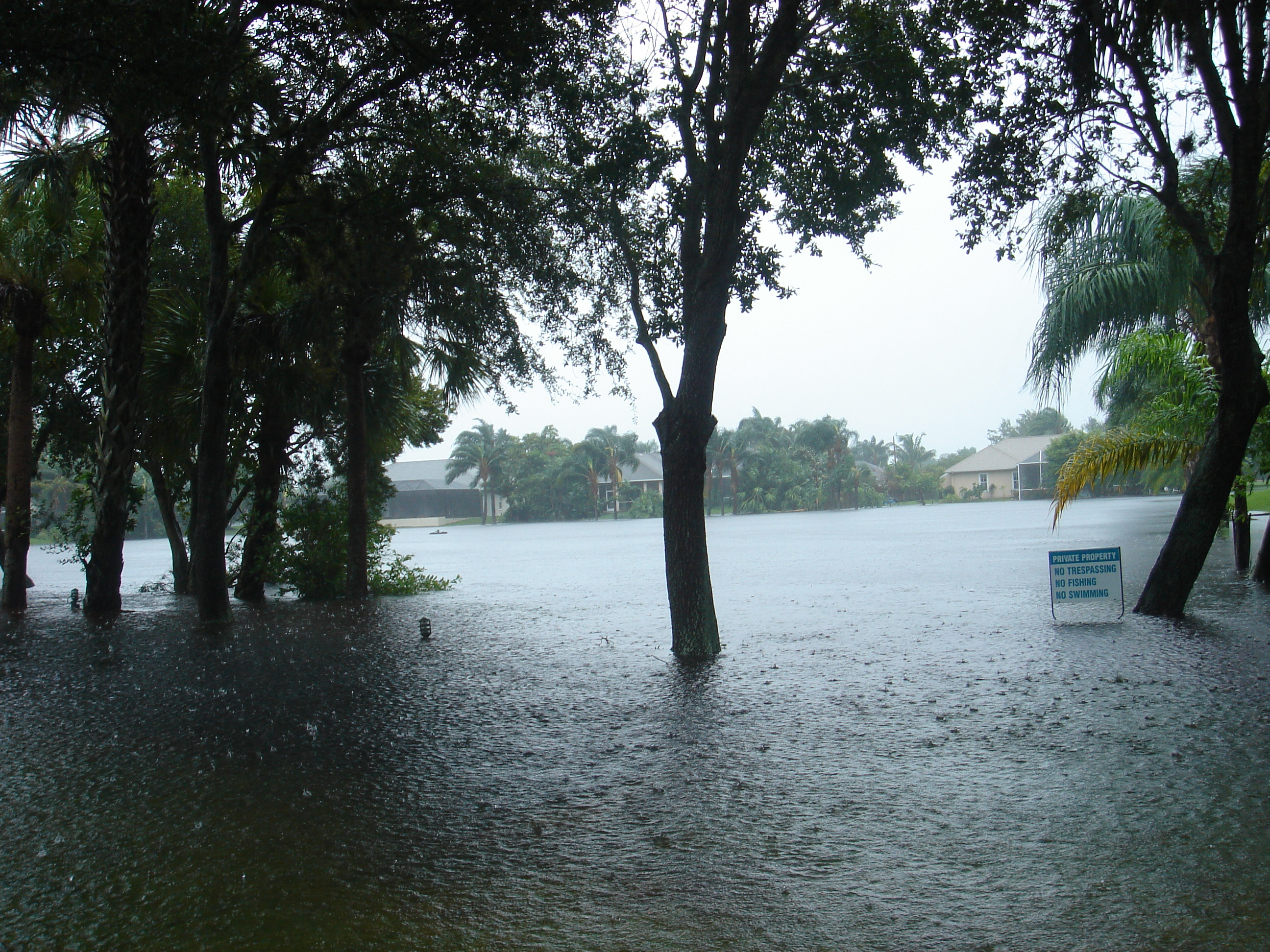
熱帯低気圧フェイの大雨による洪水、アメリカ フロリダ州にて

- 8月 - NASAは、太陽黒点の継続観測において、8月前後の約1ヶ月間、黒点がほとんど観測されなかったと発表した。これはおよそ100年ぶりの出来事である。
- 8月1日
  - カナダ、グリーンランド、ロシア、カザフスタン、モンゴル、中国などの一部で日食を観測。一部で皆既日食となった。(en:Solar eclipse of August 1, 2008)
  - トルコ南部で山火事、5日までに森林10,000ha以上、家屋60棟以上が焼失した。
- 8月4日～5日 - パキスタンでモンスーンの豪雨、洪水や地すべりにより30人以上が死亡した。
- 8月3日 - フランス北部ノール県Hautmontなどで竜巻、3人が死亡、9人が負傷、建物40棟以上が被害を受けた。
- 8月7日 - 火星探査機フェニックスが、火星の北極で採取したサンプルから水を検出したことが発表された。サンプル分析から火星に水の存在が確認されたのは初めて。[6]
- 8月7日～9日 - 台風9号がベトナムを通過、大雨により北部を中心に洪水や鉄砲水、土砂災害などが発生、22日政府発表によれば死者は133人、行方不明者は34人に達した。また、中国南部でも同様の被害が発生し、40人以上が死亡・行方不明となった。
- 中旬
  - メコン川で100年に1度の高水位となるなどインドシナ半島各地で洪水が発生。死者はタイで1人と比較的軽く済んだ。
  - インド、バングラデシュの各地でモンスーンの大雨、洪水などにより合わせて200人以上が死亡。
- 8月16日～22日 - 熱帯低気圧フェイの通過により、カリブ諸島北部やアメリカフロリダ州で暴風雨。洪水、強風、竜巻、停電などが発生、死者は合計50人以上に達した。
- 8月18日～ - ネパール東部で大雨によりコシ川(en:Koshi River)の堤防やダムが決壊し洪水が発生、7万人以上が被害を受けた。洪水は下流のインド北東部で豪雨により更に拡大し、ビハール州を中心に330万人以上が被災、家屋22万棟以上が倒壊、数十万人が一時取り残され、100万人以上が数週間にわたって避難を余儀なくされた。9月17日の政府発表では死者208人だが、更に増加している[7][8]。
- 8月20日～22日 - 台風12号がフィリピンや中国南部を通過、洪水や暴風、土砂災害、高波などにより約40人が死亡・行方不明に。
- 8月21日 - 中国雲南省でM5.9の地震、3人が死亡、数百人が負傷、建物7万棟以上が被害を受けた。
- 8月22日 - エチオピア西部で大雨により3つの川の堤防が決壊、20,000人以上が家を失った。
- 8月24日 - フランスモンブラン山で大規模な雪崩、8人が遭難。
- 8月25日～28日 - 中国中部で湖北省を中心に大雨、死者・不明者8人、被災者500万人などとなっている。
- 8月26日～ - ハリケーン・グスタフがハイチ・ジャマイカ・キューバ・アメリカ南部などを通過、死者・行方不明者80人以上、被害家屋15,000棟以上、避難者数は一時200万人以上という大きな被害を出した。
- 8月28日～29日 - 日本の東海地方や関東地方などで集中豪雨、洪水により3人が死亡、約10,000棟が浸水、停電も相次いだ（平成20年8月末豪雨）。
- 8月30日 - 中国四川省と雲南省の境界付近でM6.1の地震、38人が死亡、500人以上が負傷した。（攀枝花地震）
- 8月31日 - チリで大雨による洪水、4人が死亡、10,000棟以上が被災。

### 9月

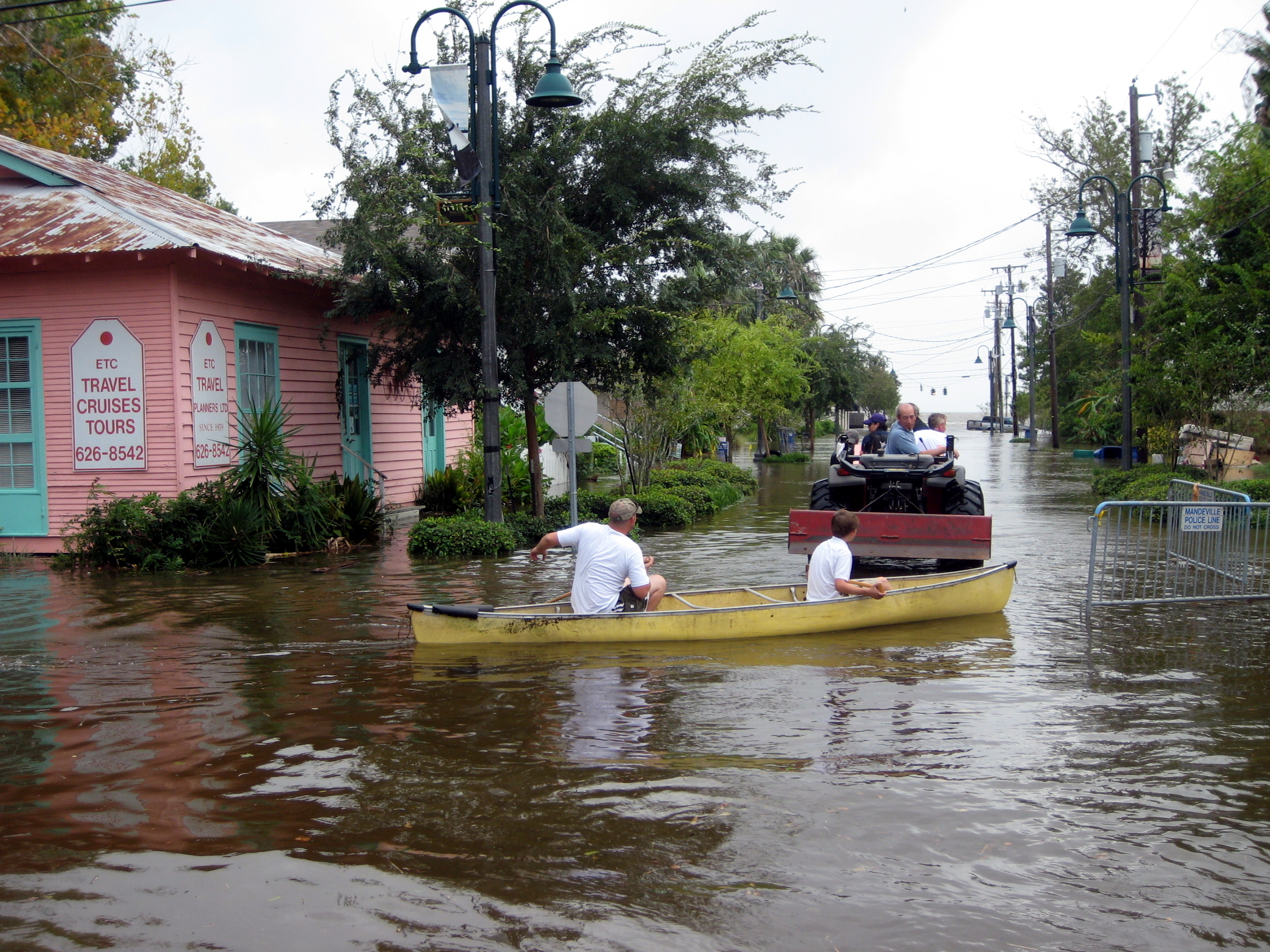
ハリケーン・アイクによる洪水で避難する人々、アメリカ ルイジアナ州 Mandeville

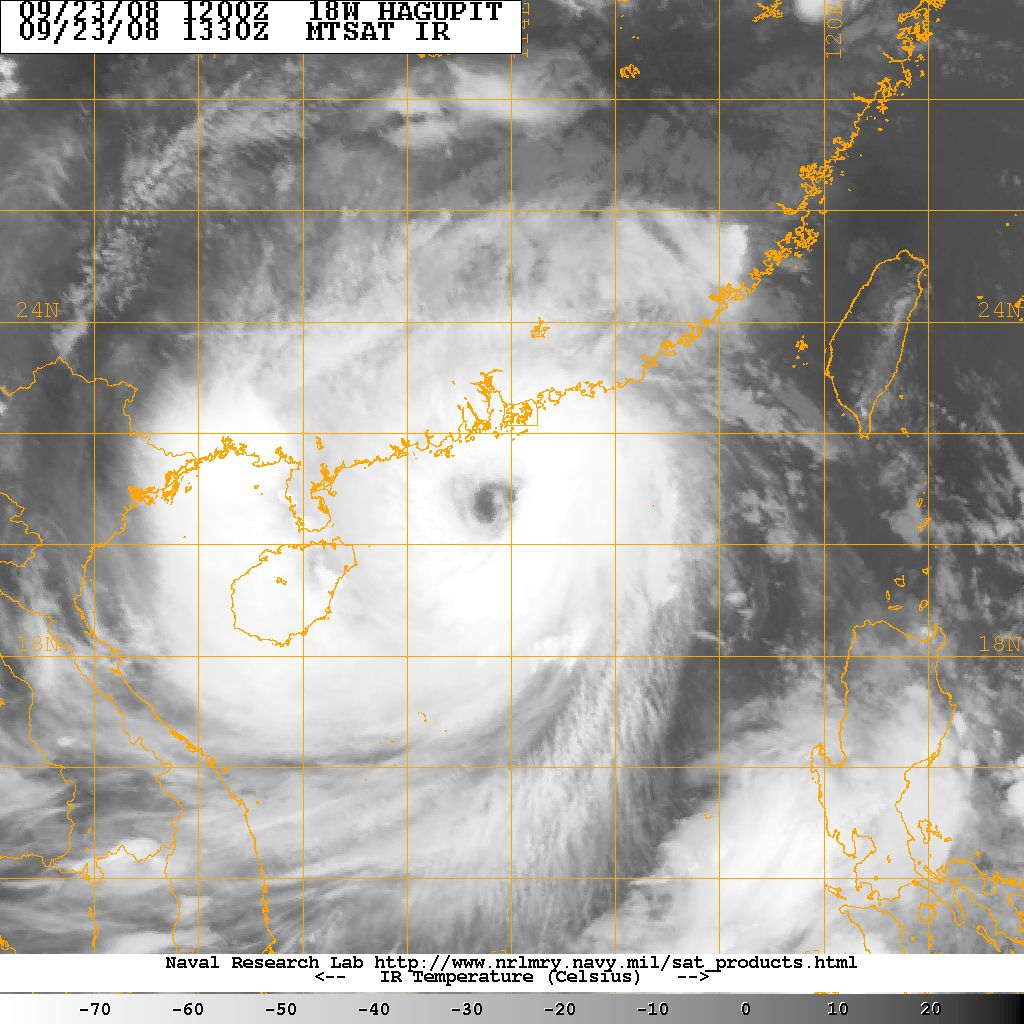
中国南部に接近する台風14号、9月23日(PD USNavy)

- 9月2日～7日 - ハリケーン・ハンナ(en:Hurricane Hanna (2008))がカリブ諸島北部やアメリカ東海岸を通過。ハイチでは洪水により死者が500人以上に達し、アメリカやドミニカ共和国でも死者が出た[9]。
- 9月6日 - エジプト カイロの住宅街の丘でがけ崩れ、30人以上が死亡、数百人が生き埋めとの情報も。
- 9月7日～13日 - ハリケーン・アイクがカリブ諸島北部やアメリカ南部・東部を通過。連続してハリケーンに襲われていたハイチでも70人以上が洪水で死亡、キューバやアメリカなどでも洪水や高潮が発生した。
- 9月7日 - フィリピン南部のミンダナオ島で土砂崩れ、24人が死亡した。
- 9月8日
  - 中国山西省臨汾市で、鉄鉱山の選鉱くずを積んだ山がで大雨により土砂崩れを起こし土石流も発生、250人以上が死亡した。（襄汾土石流事故）
  - タイ北部で鉄砲水、5人が死亡、11万人が被災。
- 9月11日
  - 日本 北海道 十勝沖でM7.0の地震が発生。
  - イラン南部でM6.1の地震、ケシュム島で6人が死亡、40人以上が負傷。
- 9月12日～19日 - 台風13号が台湾、沖縄、日本南岸を通過。台湾では洪水などにより5人が死亡した。
- 9月17日 - バングラデシュで嵐による高潮、2人が死亡、漁師ら多数が行方不明に。
- 9月18日 - 国際天文学連合(IAU)は、2003 EL61を準惑星および冥王星型天体とし、ハウメアと命名することを承認[10]。
- 9月19日 - ネパール西部で洪水や土砂災害が発生、64人が死亡、約18万人が家を失った。
- 9月19日～25日 - 台風14号がフィリピンやベトナム、中国南部を通過、洪水などにより約70人が死亡、数千棟が被害を受けた。
- 9月21日 - 中国四川省の四川大地震被災地で大雨による鉄砲水や地すべり、16人が死亡、数十人が行方不明に。
- 9月28日 - 台風15号が台湾に上陸、2人が死亡。
- 9月29日
  - ニュージーランド北方沖ケルマデック諸島付近でM7.0の地震。
  - 台風16号がベトナムに上陸、12人が死亡、6,500棟が被災。

### 10月

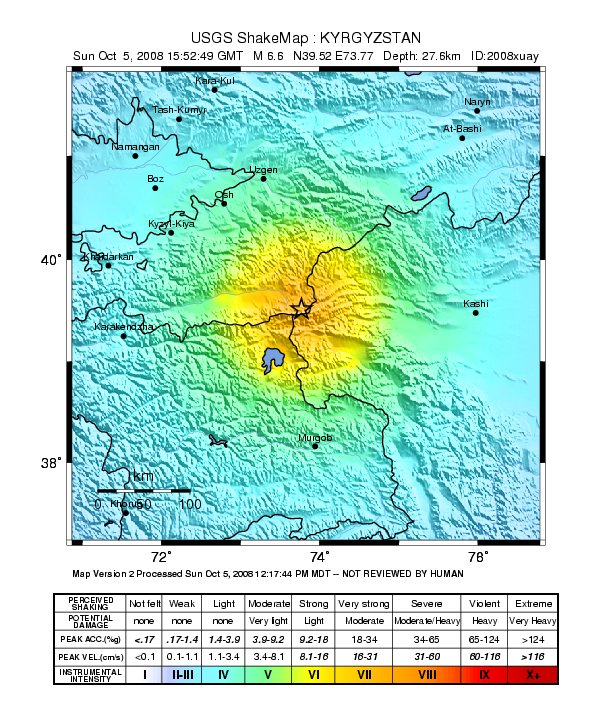
キルギス南部の地震の震源と揺れの分布を示した地図

- 10月5日 - タジキスタン、キルギス、中国の国境付近でM6.6の地震、74人が死亡。
- 10月6日
  - 中国チベット自治区ラサ西方でM6.4の地震、9人が死亡。
  - 午前6時30分(UTC)、カタリナ・スカイサーベイが2008 TC3(en:2008 TC3)を発見、ほどなくして翌日に地球に衝突することが判明。衝突予想時刻は10月7日午前2時45分、落下予想地点はスーダン北部、直径は約2mで地表に到達する前に大気圏で燃え尽きると予想された。目撃例は少なかったが、天体が地球に衝突する直前に予測が発表された史上初の例である[11][12]。
- 10月11日 - ロシアチェチェン共和国でM4.7の地震、13人が死亡、100人以上が負傷した。
- 10月13日～15日 - アメリカカリフォルニア州で山火事が多発、1人が死亡、1万エーカー（4,000ha）が焼失、数千人が避難した。
- 10月16日 - ホンジュラスで熱帯低気圧による大雨、33人が死亡、10,000棟以上が被災、27万人が被災した。
- 10月15日～19日 - ベトナムで大雨、洪水により11人が死亡、数万棟が浸水した。
- 10月24日 - イエメン東部で嵐による大雨、洪水や落雷により65人が死亡、7,000棟以上が被災。
- 10月27日 - バングラデシュを熱帯低気圧が通過、暴風雨により被害、2人が死亡。
- 10月28日 - パキスタン西部クエッタ近郊でM6.4の地震、約300人が死亡。

### 11月

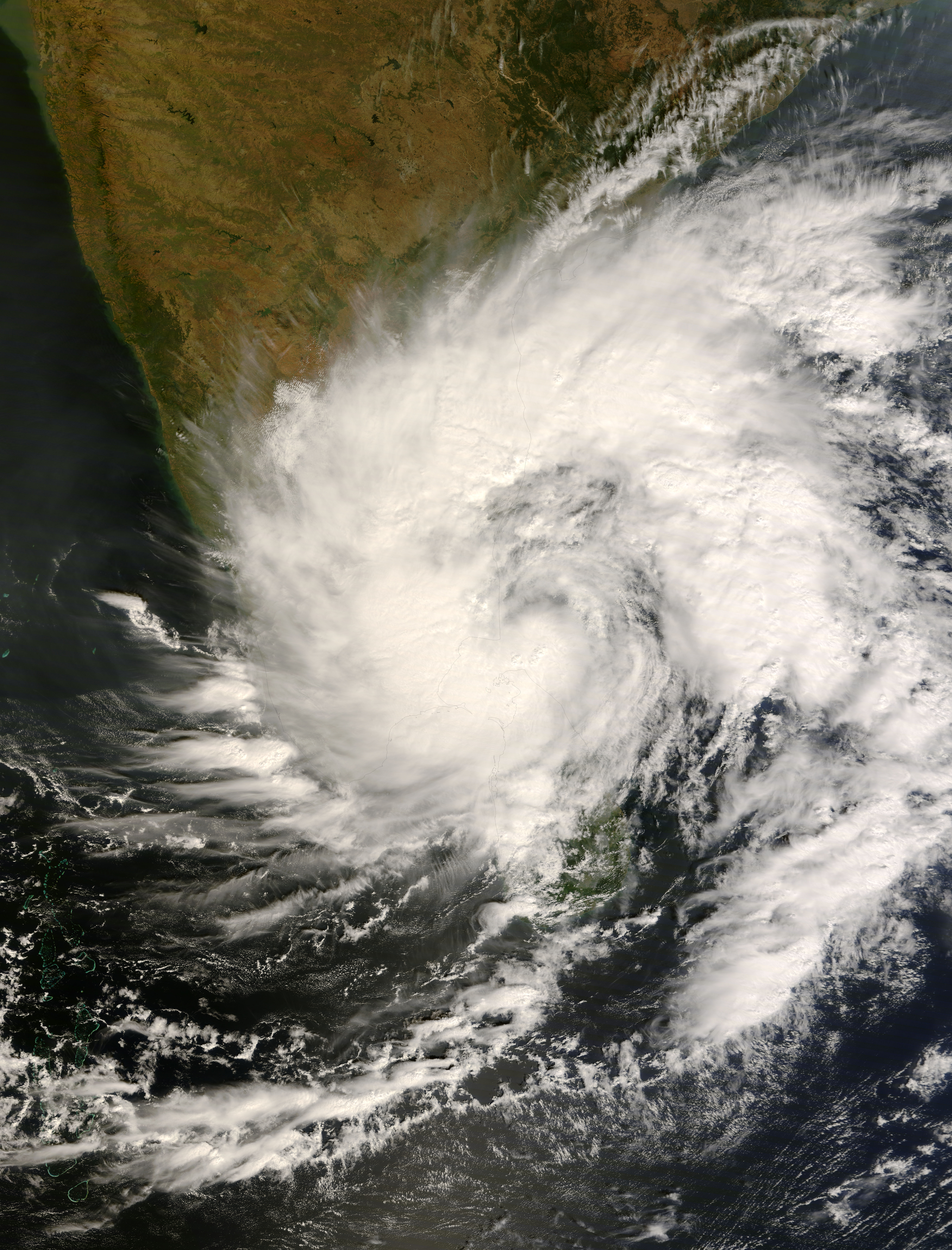
サイクロンNisha、11月26日(PD NASA)

- 上旬 - エチオピア、ソマリアで大雨による洪水、5万人以上が避難。
- 11月2日
  - 中国チベット自治区で大雪、10人が死亡、10万人以上が被災[13]。
  - 中国雲南省楚雄市で地すべりと土石流が発生、20人が死亡、30人以上が行方不明、1,000棟以上が被害を受けた。
- 11月3日 - ベトナム北部で、先月末から続く豪雨により洪水が発生、少なくとも65人が死亡し、感染症流行の懸念があると伝えられた。
- 11月12日 - エクアドルのReventador山が噴火。
- 11月12日～16日 - アメリカカリフォルニア州南部で相次ぎ火事が発生、焼失面積は1万4,000haを超え、住宅800棟以上が焼失した。
- 11月14日 - インドネシアジャワ島西部で大雨による地滑りが発生、15人が死亡。
- 11月16日 - インドネシアスラウェシ島北部のミナハサ半島近海でM7.5の地震、6人が死亡。
- 11月19日 - タイ南部で洪水、10人が死亡、20万人が被災。
- 11月20日 - コロンビアのネヴァド・デ・ウイラ山が噴火、雪崩により10人が死亡した。
- 11月21日 - 台風21号によりベトナム中部で大雨、15人が死亡。
- 11月22日 - ブラジル南部サンタカタリーナ州で、これまで数ヶ月間の多雨に大雨が重なり、洪水や地すべりが発生、109人が死亡、約8万人が避難した。
- 11月24日 - オホーツク海東部カムチャツカ半島近海でM7.0の地震。
- 11月25日～26日 - サイクロンNishaがスリランカを通過、7,000棟が被害を受け、14万人が被災。その後インドに上陸し、54人が死亡する被害。

### 12月

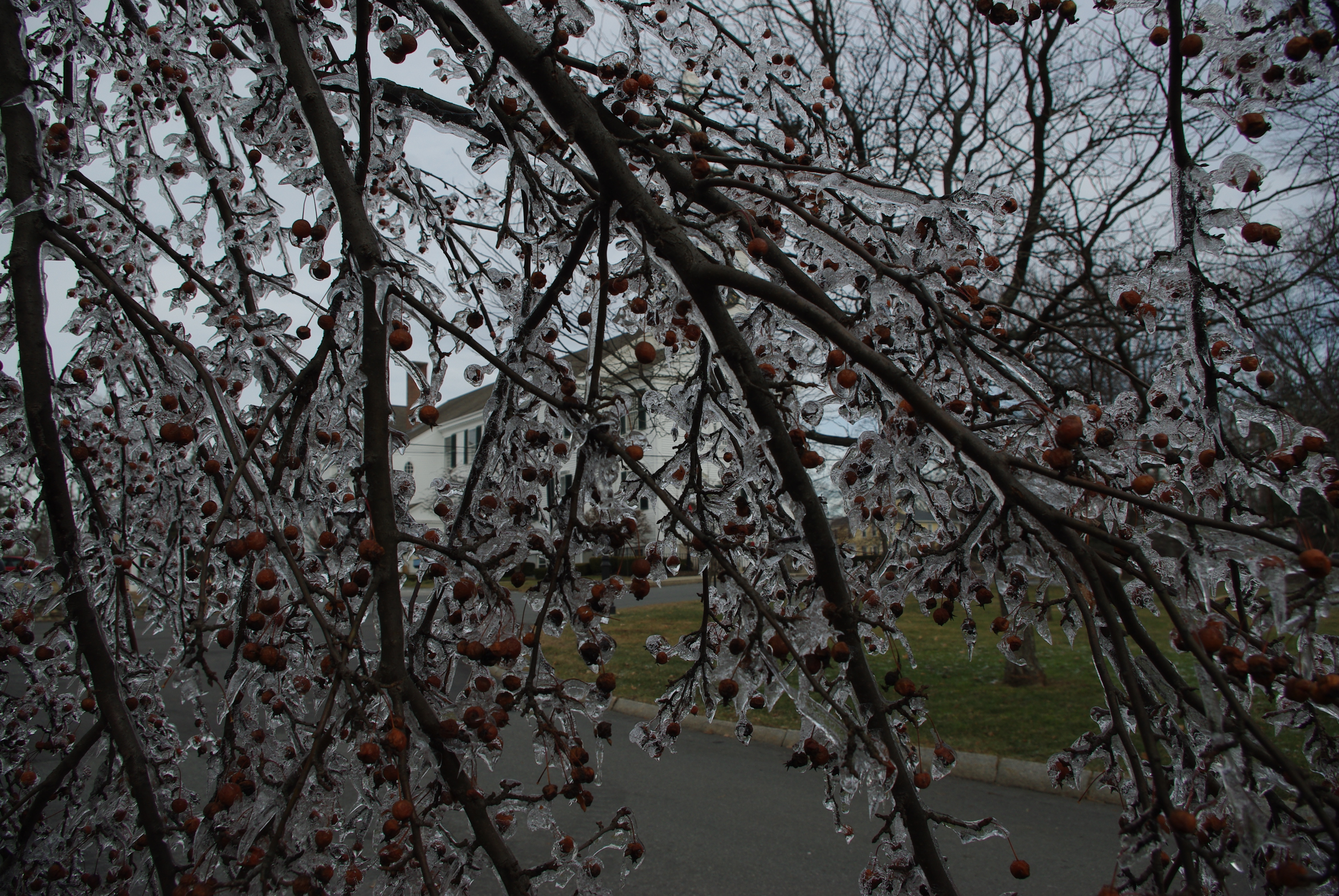
北米を襲ったアイスストームによる雨氷の重さで傾いた木、アメリカマサチューセッツ州にて

- 12月1日 - イタリアヴェネツィアで、大雨と高潮により冠水が拡大、20年ぶりの高水位を記録。
- 12月3日 - ジンバブエで8月以降コレラが流行し拡大していることを受け、同国政府が非常事態宣言を発表した。国連人道問題調整事務所(OCHA)の同日発表では発症者11,000人以上、死者565人となっている。（2008年ジンバブエのコレラ発生）
- 12月6日 - マレーシアクアラルンプール郊外で土砂崩れ、住宅14棟が崩れて5人が死亡・行方不明に。
- 12月8日～16日 - パプアニューギニア北東部の沿岸で高潮、浸水により400棟以上が全壊、7万人以上が避難したほか、農地の浸水被害が出た。[14]
- 12月11日～25日 - 北アメリカのロッキー山脈沿いから北東部にかけて、低気圧が発達しながら相次いで通過。強風や雪、低温により交通の乱れや交通事故による被害が出たほか、雨氷による停電が65万世帯以上に上る被害。死者は合計11人以上に上っている。
- 12月15日 - レユニオン島のピトン・ドゥ・ラ・フルネーズ山(en:Piton de la Fournaise)が噴火。